# Episodi di Bleach (quinta stagione)
La quinta stagione dell'anime Bleach si intitola saga dei Bount: Assalto alla Soul Society (BLEACH 尸魂界・強襲篇?, Burīchi: Baunto Sōru Sosaeti kyōshū hen) e comprende gli episodi dal 92 al 109, in cui sono narrati eventi non presenti nel manga omonimo di Tite Kubo. La regia delle puntate è di Noriyuki Abe e sono prodotte da TV Tokyo, Dentsu, e Pierrot. In questa stagione viene raccontata l'invasione dei Bount nella Soul Society. La quinta stagione è andata in onda in Giappone su TV Tokyo dall'8 agosto 2006 al 4 gennaio 2007. In Italia è stata pubblicata su Prime Video il 30 agosto 2021.
La quinta stagione di Bleach utilizza quattro sigle: due di apertura, Tonight, Tonight, Tonight dei BEAT CRUSADERS (episodi 92-97) e Rolling Star di Yui (episodi 98-109), e due di chiusura, MOVIN!! dei Takacha (episodi 92-97) e Baby It's You di June (episodi 98-109).

## Lista episodi
| Nº  | Titolo italiano Giapponese 「Kanji」 - Rōmaji | In onda           | In onda        |
| Nº  | Titolo italiano Giapponese 「Kanji」 - Rōmaji | Giapponese        | Italiano       |
| 92  | Ingresso nel mondo degli Shinigami, di nuovo! 「死神世界への突入、再び」 - Shinigami sekai e no totsunyū, futatabi | 8 agosto 2006     | 30 agosto 2021 |
| 92  | Shigekuni Genryūsai Yamamoto chiama a rapporto tutti i capitani e li avvisa che la Soul Society è stata invasa dai Bount. Ordina quindi al Capitano della Decima Divisione, Hitsugaya, di intercettarli e ucciderli. Appena arrivati nel Ryukongai, Jin Kariya e Gō Koga, vengono immediatamente intercettati da Marechiyo Ōmaeda e da Tetsuzaemon Iba. I due vice-capitani vengono facilmente sconfitti da Koga, mentre Kariya, durante un combattimento, scaglia Iba su un muro di una casa. Ichigo e gli altri si recano nella Soul Society e si mettono in cerca dei Bount e di Ran'Tao, il loro creatore. Yoruichi spiega che Maki Ichinose, uno Shinigami al comando di Kariya, ha raggirato il captaino Mayuri Kurotsuchi in modo da farsi aprire i cancelli della Soul Society. |                   |                |
| 93  | L'attacco dei Bount! Terremoto devastante nel Gotei 13 「バウンド強襲！激震の護廷十三隊」 - Baunto kyōshū! Gekishin no gotei jūsantai | 15 agosto 2006    | 30 agosto 2021 |
| 93  | Rukia intercetta ed ingaggia Yoshi. Non essendo ancora rientrata in possesso della sua Zanpakutō, Rukia combatte prima con una spada normale trovata casualmente sul luogo e poi con il kidō. Nonostante l'aiuto di Ririn, la Shinigami si trova in grossa difficoltà, quando Yoshi, ora nelle condizioni di assorbire l'energia delle strutture della Soul Society, diventa più forte. Nel frattempo Yamamoto spiega agli altri capitani le origini dei Bount. Rukia, ha usato troppo spesso il kidō, per cui, ormai, è priva di energia, stanca e non riesce più ad evitare gli attacchi di Yoshi. Proprio nel momento in cui sta per soccombere, arriva il fratello adottivo Byakuya Kuchiki, che, con il suo shikai, colpisce Yoshi. Intanto, inaspettatamente, esplodono alcuni palazzi del Seireitei. |                   |                |
| 94  | La risoluzione di Hitsugaya! Lo scontro si avvicina 「日番谷の決意！激突の時迫る」 - Hitsugaya no ketsui! Gekitotsu no tokisemaru | 22 agosto 2006    | 30 agosto 2021 |
| 94  | I capitani assistono inermi all'esplosione di diversi palazzi della città. Yamamoto deduce da tale eventi, che i Bount hanno dichiarato guerra alla Soul Society. Pertanto Jin Kariya si reca in uno dei peggiori quartieri delRukongai, Kusajishi, dove si mette a giocare a carte con gli abitanti, che si arrabbiano quando vince e attaccandolo insieme a Koga e Ichinose, che nel frattempo erano giunti sul luogo per dargli manforte. I tre Bount picchiano gli abitanti, destando l'attenzione della Soul Society. Ichigo e gli altri si incontrano nella casa degli Shiba. Chad, Ishida, Ganju e Orihime vanno con i cinghiali, mentre Ichigo si incammina insieme a Ririn. Intanto Byakuya incontra Kariya nella foresta. |                   |                |
| 95  | Byakuya scende in campo! La danza dei fiori di ciliegio nel vento 「白哉出陣！風を裂く桜の舞」 - Byakuya shutsujin! Kaze o saku sakura no mai | 5 settembre 2006  | 30 agosto 2021 |
| 95  | Byakuya e Kariya si scontrano e quest'ultimo rivela che il suo potere è basato sulla manipolazione del vento. I due sono alla pari, riportando lo stesso numero di ferite. Nel frattempo Gō Koga e Maki Ichinose convincono agli abitanti di Kusajishi ad una nuova rivolta per creare una nuova Soul Society. Lo scontro tra Kariya e Byakuya prosegue, ed a loro si unisce Ichigo, che attiva il suo Bankai. Nel frattempo Kariya si guarisce grazie all'energia spirituale della Soul Society. |                   |                |
| 96  | Ichigo, Byakuya e Kariya, la battaglia dei tre estremi! 「一護・白哉・狩矢、三極の戦い !」 - Ichigo・Byakuya・Kariya, sankyoku no tatakai | 12 settembre 2006 | 30 agosto 2021 |
| 96  | Byakuya, Kariya ed Ichigo continuano a combattere, ma all'improvviso arriva Ran'Tao, la creatrice dei Bount. Così Kariya, con l'aiuto di Koga, riesce a fuggire rendendosi conto di non essere in grado di sconfiggere contemporaneamente Byakuya ed Ichigo. Byakuya se ne va, mentre Ichigo ed Ishida, appena arrivati, si uniscono a Ran'Tao. |                   |                |
| 97  | Hitsugaya scende in campo! Abbatti il nemico nella foresta 「日番谷出撃！森の中の敵を斬れ！」 - Hitsugaya Shutsugeki! Mori no naka no teki o kire! | 19 settembre 2006 | 30 agosto 2021 |
| 97  | Ran'Tao rivela che Yoshino era una sua copia, e spiega che per creare i Bount non hanno usato anime normali, ma le proprie anime. Inoltre rivela che le bambole dei Bount funzionano allo stesso modo delle Zanpakuto degli Shinigami. Hitsugaya incontra Ichinose; intanto arrivano anche Ichigo, Orihime, Chad, Ishida, Matsumoto e Renji. |                   |                |
| 98  | Battaglia violenta! Kenpachi Zaraki contro Maki Ichinose 「激突！更木剣八VS一之瀬真樹」 - Gekitotsu! Zaraki Kenpachi VS Ichinose Maki | 4 ottobre 2006    | 30 agosto 2021 |
| 98  | Ichinose confonde tutti utilizzando il suo Shikai in grado di creare illusioni; ma prima che possa attaccare Chad, arriva Zaraki. Kenpachi ordina a tutti di andarsene, così inizia il combattimento. Ichinose fa di tutto per sconfiggere Zaraki: prima si rende invisibile, poi porta il capitano in un'altra dimensione, dalla quale si libera togliendosi la benda. Kenpachi capisce che il vero obiettivo di Ichinose non è aiutare Kariya a conquistare la Soul Society, ma vendicare il precedente capitano dell'Undicesima Divisione che Kenpachi aveva ucciso per prenderne il posto. Zaraki intima al suo ex compagno di arrendersi e di tornare quando avrà un vero obiettivo, ma Ichinose rifiuta e con tutta l'energia che gli è rimasta lo attacca. L'energia spirituale di Zaraki è tuttavia troppo potente e la Zanpakutō di Ichinose si rompe.                                                                                     |                   |                |
| 99  | Shinigami contro shinigami, un potere fuori controllo! 「死神VS死神！暴走する力」 - Shinigami VS shinigami! Bōsō suru chikara | 11 ottobre 2006   | 30 agosto 2021 |
| 99  | Jin Kariya ed il suo gruppo di Bount riescono ad aprire i cancelli del Seiretei. Appena entrano, Kariya uccide tutti i rivoltosi che aveva con sé e che aveva sfruttato solo come pedine per raggiungere il suo obiettivo. Ichigo e gli altri entrano grazie all'aiuto di Jidanbō. Sawatari è seguito da Mayuri. Mabashi, con la bambola Ritz, vince gli Shinigami della Seconda Divisione, assumendo il controllo di alcuni di loro e li usa per attaccare Soifon e iniettarle del veleno. |                   |                |
| 100 | La morte di Sui Feng? La fine delle unità mobili segrete 「砕蜂死す？隠密機動の最後」 - Soifon shisu? Onmitsukidō no saigo | 18 ottobre 2006   | 30 agosto 2021 |
| 100 | Mentre Soifon accusa gli effetti dal veleno, Chad, Renji, Ichigo, Hisagi e Komamura combattono contro gli Shinigami controllati da Ritz, la bambola di Mabashi. Soifon raggiunge Mabashi e lo attacca con la sua Zanpakutō, Suzumebachi, riuscendo a colpirlo una volta. Tuttavia la Shinigami, indebolita dal veleno, cade a terra incapace di muoversi. In soccorso del capitano arrivano i suoi soldati, ora controllati da Ritz. Il Bount ordina alla bambola di colpirla, ma Soifon riesce a colpire, con il suo Homonka e per la seconda volta Mabashi, con la quale lo uccide. Prima che muoia Soifon gli spiega che Suzumebachi ha il potere di mettere e togliere i veleni, e che lei fin da piccola è stata abituata ad usarli, quindi in grado di neutralizzarli. Aggiunge inoltre che non ha combattuto al massimo, prima, perché voleva salvare anche i suoi soldati. Altrove Mayuri e Sawatari si incontrano.                         |                   |                |
| 101 | Bankai di Mayuri! Scontro col diabolico Sawatari! 「マユリ卍解!!沢渡・悪魔の激突」 - Mayuri bankai!! Sawatari・Akuma no gekitotsu | 1º novembre 2006  | 30 agosto 2021 |
| 101 | Mayuri vuole fare di Sawatari una cavia per esperimenti. Il Bount coglie di sorpresa Mayuri e utilizzando i poteri della sua bambola, Baura, gli stacca un braccio. Dopo aver ripristinato il braccio grazie ad una medicina, Mayuri riesce a colpire Sawatari con la sua Zanpakutō avvelenandolo. Il Bount guarisce dalle ferite, ma non dagli effetti della Zanpakutō, che gli lascia paralizzato il braccio. Baura usa i poteri che ha acquisito dagli altri Shinigami e ferisce Mayuri, che si arrabbia e decide di non voler più fare esperimenti su Sawatari, ma di ucciderlo. Il Capitano usa il suo Bankai e con esso sconfigge il suo avversario. Nel frattempo Yoshi incontra Ishida. |                   |                |
| 102 | L'ultimo Quincy! Un potere esplosivo 「最後のクインシー！暴発する力」 - Saigo no kuinshī! Bōhatsu suru chikara | 8 novembre 2006   | 30 agosto 2021 |
| 102 | Ishida combatte contro Yoshi, ma il potere del Quincy non è costante, ed è dipendente dal suo braccialetto. I colpi di quest'ultimo infatti non sono né precisi né potenti e vengono facilmente respinti dal ventaglio della sua avversaria. La Bount si unisce con la bambola Nieder acquisendo l'abilità di usare otto spade contemporaneamente. Nel frattempo Ichigo e Chad attaccano Jin che sta cercando qualcosa. Durante il combattimento si scopre un buco, entrando nel quale, Kariya ottiene il potere che ha creato i Bount, con il quale può distruggere l'intera Seireitei. intima ad Ichigo di riferire a tutti i capitani che hanno un ultimo giorno di vita, poi scompare. Intanto lo scontro tra Ishida a Yoshi continua. |                   |                |
| 103 | Ishida, supera ogni limite e attacca! 「石田、限界を超えて撃て！」 - Ishida, genkai o koete ute! | 15 novembre 2006  | 30 agosto 2021 |
| 103 | Koga e Kariya litigano perché per entrambi non importa dei Bount che stanno morendo. Jin allora ferisce gravemente Koga. Ishida che sta ancora combattendo contro Yoshi, è ormai allo stremo delle forze, ma riesce a scovare il punto debole della bambola Nieder: può attaccare o difendersi ma non entrambe le cose contemporaneamente. Sfruttando questa sua debolezza, il Quincy le lancia una freccia nel cuore uccidendola. Nel frattempo Koga si riprende ed attacca alcuni Shinigami. |                   |                |
| 104 | La decima compagnia si batte! Hyorinmaru si scatena 「死闘十番隊！氷輪丸を放て」 - Shitō jū ban tai! Hyōrinmaru o hanate | 22 novembre 2006  | 30 agosto 2021 |
| 104 | Koga continua ad attaccare gli Shinigami della Decima Divisione ma senza uccidere nessuno, fino a quando incontra il capitano Hitsugaya contro il quale inizia a combattere. Hitsugaya sconfigge con facilità la bambola del Bount tagliandola e ghiacciandola. Koga allora usa quel poco potere rimasto nella bambola Dalk per farne un'ascia. Il capitano si difende usando il Bankai e lo sconfigge. Koga, in punto di morte, confessa che avrebbe voluto vedere un futuro senza guerra, per poi svenire sepolto dai ghiacci creati da Hitsugaya. |                   |                |
| 105 | Kariya e il conto alla rovescia verso l'esplosione! 「狩矢！爆発へのカウントダウン」 - Kariya! Bakuhatsu e no kauntodaun | 29 novembre 2006  | 30 agosto 2021 |
| 105 | Mentre Ichigo e altri si riposano da Hitsugaya, la vice-capitano dell'Ottava Divisione, Nanao Ise, riferisce a Yamamoto che Jin Kariya il giorno seguente distruggerà la Soul Society. Il giorno successivo Ran'Tao usa una pistola basata sul Kido per combattere contro Jin. La creatrice dei Bount ricorda i dettagli del passato: la Camera dei 46 aveva decretato i Bount un fallimento, decidendo che dovevano essere cacciati. Ran'Tao aveva salvato un bambino, Jin Kariya, donandogli un oggetto che gli avrebbe consentito di creare una bambola. Nel presente, Kariya continua a combattere con Ran'Tao, anche se lei afferma che farebbe di tutto pur di proteggerlo. |                   |                |
| 106 | Vita e vendetta! La scelta estrema di Ishida 「命と復讐！石田、究極の選択」 - Inochi to fukushū! Ishida, kyūkyoku no sentaku | 6 dicembre 2006   | 30 agosto 2021 |
| 106 | Jin Kariya si ricorda gli eventi di molti anni fa, quando era fuggito, e per la prima volta si era trasformato usando l'oggetto datogli da Ran'Tao, che gli conferisce il potere del vento. Si ricorda di come i Bount abbiano tentato di rientrare nella Soul Society tramite i Quincy ma senza successo. Kariya poi afferma di aver riunito gli ultimi Bount per distruggere la Soul Society. Mentre sta per attaccare Ran Tao, sopraggiunge Ishida che si dimostra superiore a Kariya. Col passare del tempo però l'artefatto dei Quincy diventa più debole causando la progressiva perdita di potenza di Ishida. Per fermare Ran Tao, che si voleva sacrificare per uccidere Kariya, Ishida la colpisce alla minima potenza. Ishida deve dunque decidere se usare gli ultimi poteri rimastigli per uccidere Kariya o salvare Ran Tao. Il Quincy decide di salvare quest'ultima. Quando Kariya sta per colpire Ishida irrompe Ichigo e lo salva. |                   |                |
| 107 | La lama calata e il momento della distruzione 「振り下ろされた刃！破滅の瞬間」 - Furiorosareta ha! Hametsu no shunka | 13 dicembre 2006  | 30 agosto 2021 |
| 107 | Ichigo dice a Ishida e Ran Tao di andarsene. Lo Shinigami usa il suo Bankai per affrontare Kariya. Intanto Ran Tao rivela che ci sono diversi punti da dove Jin può prendere il potere, così i Capitani vi si recano per sigillarli. Maki Ichinose interrompe inaspettatamente lo scontro tra Kariya e Kurosaki. Inizialmente Ichinose attacca Kurosaki, ma successivamente si scaglia contro Jin avendo compreso che questi non voleva cambiare la Soul Society ma distruggerla. Kariya lo uccide senza esitazione. Estrae poi la sua bambola, chiamata Messer, che si trasforma in una spada di vento. |                   |                |
| 108 | Il lamento dei Bount e l'ultimo scontro 「慟哭のバウント！最後の激突」 - Dōkoku no baunto! Saigo no gekitotsu | 20 dicembre 2006  | 30 agosto 2021 |
| 108 | Ichigo e Kariya continuano a combattere, e si scopre che la bambola di Kariya, Messer, ha il potere di trasformare il vento in elettricità. Intanto sopraggiungono Rukia e Renji. La prima vorrebbe intervenire ma il secondo afferma che se Ichigo è stato all'altezza di Byakuya sicuramente potrà vincere. Kariya non può assorbire più l'energia spirituale grazie a Ran Tao, che ha sigillato questo potere. Mentre Kariya sta per far esplodere parte del suo potere, arriva Byakuya che lo ferma, grazie al suo Bankai. Arriva anche Yoruichi che intuisce che Kariya ha intenzione di far esplodere Jokaisho un po' alla volta. Quando Kariya sta per colpire Ichigo con dei fulmini interviene la spada di Ichinose. Arrivano anche Ishida, Inoue e Chad ad assistere al combattimento. Ichigo e Kariya si scagliano l'uno contro l'altro in un ultimo disperato attacco, da cui Kariya esce ucciso.                                       |                   |                |
| 109 | I sentimenti di Ichigo e Rukia al ritorno alla normalità 「一護とルキア、廻天する想い」 - Ichigo to Rukia, kaiten suru omoi | 4 gennaio 2007    | 30 agosto 2021 |
| 109 | Ichigo e Renji discutono sulla vita di Kariya, mentre Rukia guarisce nella casa di Byakuya. Ichigo rammenta com'era la sua vita prima di diventare Shinigami e Renji si ricorda di quando diventò Vice-Capitano della Sesta Divisione. Intanto Gō Koga si sveglia nella casa di Ran'Tao. Racconta di essere sopravvissuto ad un combattimento contro Hitsugaya dato venne salvato da Yoruichi. Parlando con Yoruichi scopre di essere l'ultimo Bount superstite e si scusa per quello che i Bount hanno fatto. Così decide di rimanere con Ran'Tao. Il gruppo fa ritorno nel mondo reale. Nella città di Karakura, una figura — Shinji Hirako — si vede nel cielo. |                   |                |

## DVD

### Giappone
Gli episodi della quinta stagione di Bleach sono stati distribuiti in Giappone anche tramite DVD, quattro o cinque episodi per disco, da gennaio 2007 a aprile 2007.
| N° | Data             | Dischi | Episodi |
| -- | ---------------- | ------ | ------- |
| 1  | 24 gennaio 2007  | 1      | 92-95   |
| 2  | 28 febbraio 2007 | 1      | 96-99   |
| 3  | 28 marzo 2007    | 1      | 100-104 |
| 4  | 25 aprile 2007   | 1      | 105-109 |